# Heinz Eikelbeck
Heinz Eikelbeck

Link zum Bild

Heinz Eikelbeck (* 17. Februar 1926 in Lintfort; † 1. Juni 2011 in Bochum) war ein deutscher SPD-Politiker. Er war von 1975 bis 1994 Oberbürgermeister von Bochum.
Der gelernte Schweißfachingenieur wurde 1964 erstmals in den Rat der Stadt Bochum gewählt, wo er 1971 Fraktionsvorsitzender der SPD-Fraktion wurde.
Am 22. Mai 1975 wurde Eikelbeck zum Oberbürgermeister gewählt. 1979, 1984 und 1989 erfolgte jeweils seine Wiederwahl.

## Auszeichnungen/Ehrungen
- 1979: Ehrenring der Stadt Bochum
- 1990: Ehrenbürger der Ruhr-Universität Bochum
- 1995: Verdienstorden des Landes Nordrhein-Westfalen